# SJC Custom Drums
SJC Custom Drums (či jen SJC) je výrobce bicích nástrojů sídlící v USA. Firma byla založena bratry Mikem a Scottem Ciprariovými v roce 2000 ve městě Dudley v americkém státě Massachusetts. Mezi jejich uživatele patří mimo jiné Tré Cool (Green Day), Jay Weinberg (Slipknot) nebo Josh Dun (Twenty One Pilots). 